# Фонетическая раскладка
Фонетическая раскладка — система расположения букв одного письменного языка на раскладке клавиатуры другого языка, при которой буквы, близкие по произношению, располагаются на одних и тех же клавишах.

## Русский и латинский алфавиты
Основной русскоязычной раскладкой пишущих машинок времён Советского Союза была ЙЦУКЕН, произошедшая от раскладки ЙІУКЕН конца XIX века вследствие орфографической реформы 1918 года. В дальнейшем она стала применяться и в телетайпах; на клавиатурах тех из них, что поддерживали два алфавита — русский и латинский, — расположение латинских букв было производным от расположения русских (JCUKEN). Это было связано с тем, как устроены пятибитные телеграфные коды (разновидности кода Бодо): в них одна кодовая комбинация (код символа) может кодировать символы разных регистров (наборов) и потому такие символы (за исключением цифр, вынесенных в отдельный ряд) вводились одной и той же клавишей, чтобы не усложнять конструкцию телетайпов; при этом в русских вариантах телеграфных кодов, начиная ещё с азбуки Морзе, русские буквы традиционно сопоставляются фонетически аналогичным им латинским (так, например, русской букве Х соответствует латинская H, а не X, русской В — латинская W, а не V или B). Поскольку русский алфавит соответствует латинскому не полностью, на одних и тех же клавишах располагались как связанные буквы (например, Д и D, Ф и F, Л и L), так и не связанные (Я и Q, Ж и V, Ь и X), а часть русских букв (Ч, Ш, Щ, Э и Ю) и вовсе не имела па́ры. Кроме того, в пятибитных телеграфных кодах (а потому и на клавиатурах телетайпов) не было букв Ё и Ъ.
За основу физической раскладки клавиатур средств советской вычислительной техники также приняли ЙЦУКЕН. Довольно долгое время (начиная с первых семибитных терминалов конца 1960-х годов и заканчивая первыми отечественными ПК, такими как БК, ДВК и УКНЦ, середины-конца 1980-х годов) расположение латиницы оставалось таким же, как у телетайпов (в основном для того, чтобы при внедрении компьютеров не требовалось переучивать персонал); по этой причине использовавшиеся тогда компьютерные кодировки символов КОИ-7 и КОИ-8 унаследовали соответствие русского и латинского алфавитов от телетайпного кода МТК-2. Знаки препинания и специальные символы располагались в соответствии с кодировкой КОИ-7 (так, на одних и тех же клавишах располагались символ @ и буква Ю, [ и Ш, \ и Э, ] и Щ, ^ (либо ¬) и Ч). Буква Ё по-прежнему отсутствовала, а буква Ъ зачастую имелась, но только в одном (как правило, строчном) начертании, поскольку кодовая позиция, в которой следовало бы разместить второе начертание буквы Ъ, в упомянутых кодировках была занята управляющим символом «забой».
В середине 1980-х годов в свете начала производства отечественных IBM PC-совместимых ПК появилась официальная рекомендация Вычислительного центра АН СССР абстрагироваться от внутреннего компьютерного представления (кодировки) символов и совмещать на клавиатурах русскую раскладку ЙЦУКЕН с наиболее распространённой в англоязычных странах латинской раскладкой QWERTY — иными словами, отказаться от использования фонетической раскладки. Данная рекомендация была учтена, в частности, при создании клавиатур некоторых моделей ПК семейства ЕС ПЭВМ (ЕС-1840, ЕС-1841 и др.).
В начале 1990-х годов на ряде клонов ZX Spectrum использовалась оригинальная физическая раскладка, построенная по обратному принципу: основой для неё являлась американская версия раскладки QWERTY, используемая в оригинальном ZX Spectrum, а русские буквы располагались в зависимости от латинских (ЯВЕРТЫ). Совместимость с КОИ-7 и КОИ-8 при этом сохранялась, поскольку использовалось всё то же соответствие алфавитов.
В середине 1990-х годов выпуск русскоязычных клавиатур с физическими фонетическими раскладками был прекращён. Тем не менее, чуть позже были созданы различные варианты логической (то есть программной, а не физической) русской фонетической раскладки на основе латинской QWERTY, а также на основе других латинских и национальных раскладок. Такие фонетические раскладки могут быть удобны для иностранцев, изучающих русский язык, а также для русскоговорящих людей, живущих за пределами России и других стран бывшего Советского Союза.
В некоторых странах (например, в Германии, Чехии и Франции) существуют свои варианты фонетической раскладки, что связано с особенностями основной местной раскладки (QWERTZ, AZERTY и т. д.).

## Другие алфавиты
Раскладки для греческого (;ςερτυ), болгарского (ЯВЕРТЪ, ЧШЕРТЪ), сербского и боснийского (ЉЊЕРТЗ), македонского (ЉЊЕРТЅ) и армянского (ԽՎԷՐԴԵ, ՔՈԵՌՏԸ) языков основаны на QWERTY.

## Поддержка операционными системами
Ряд современных операционных систем, таких как Mac OS X и Linux, предлагают на выбор использование фонетической раскладки для русского языка вместо стандартной. Для создания фонетической раскладки в Microsoft Windows требуется специальный редактор раскладок — например, бесплатная программа Microsoft Keyboard Layout Creator (MSKLC) от Microsoft. Готовые файлы различных вариантов русской фонетической раскладки для Windows доступны в Интернете.

## Фонетическая клавиатура 2.0
Фонетическая клавиатура 2.0 — это набор фонетических раскладок клавиатуры для русскоязычных и украиноязычных пользователей, привыкших работать на клавиатуре с американской версией раскладки QWERTY. Данные раскладки основаны на ней и отличаются только буквенными клавишами (расположение знаков препинания и других небуквенных символов оставлено неизменным).
Для использования данных раскладок их необходимо скачать и установить на устройство.
Кириллические буквы сопоставлены латинским (английским) буквам следующим образом:

### Русская раскладка
- A, B, V, D, Z, K, M, N, O, P, R, S, T, U, F — прямые фонетические эквиваленты (А, Б, В, Д, З, К, М, Н, О, П, Р, С, Т, У, Ф)
- G — Г
- E — Е, правый Alt + E — Ё
- J — Ж
- I — И, правый Alt + I — Й
- L — Л, правый Alt + L — Э
- C — Ч, правый Alt + C — Ц
- H — Ш, правый Alt + H — Щ
- W — Ы, правый Alt + W — Ь
- X — Х, правый Alt + X — Ъ
- Q — Ю
- Y — Я

### Украинская раскладка
- A, B, V, D, Z, K, L, M, N, O, P, R, S, T, U, F — прямые фонетические эквиваленты (А, Б, В, Д, З, К, Л, М, Н, О, П, Р, С, Т, У, Ф)
- G — Г, правый Alt + G — Ґ
- E — Е, правый Alt + E — Є
- J — Ж
- I — І, правый Alt + I — Ї
- C — Ч, правый Alt + C — Ц
- H — Ш, правый Alt + H — Щ
- W — И, правый Alt + W — Ь
- X — Х
- Q — Ю
- Y — Я, правый Alt + Y — Й

### Комментарии
1. 1 2  В телеграфных кодах до МТК-2 (например, в азбуке Морзе и коде аппарата СТ-35) латинской букве Q сопоставлялась русская буква Щ, а не Я.
2. ↑  Возможность такой замены предусматривалась в действовавших на тот момент редакциях ГОСТов на компьютерные кодировки символов.
3. ↑  В кодировке КОИ-7 он был размещён в кодовой позиции 0x7F, а в КОИ-8 — в позиции 0xFF.